# Levi Heimans
Levi Heimans (né le 24 juillet 1985 à Diemen) est un coureur cycliste sur piste néerlandais.

## Biographie
Spécialiste de la poursuite, il a remporté la médaille de bronze de la discipline aux championnats du monde de 2005 à Los Angeles, ainsi que la médaille d'argent de la poursuite par équipes avec Jens Mouris, Peter Schep et Niki Terpstra.

## Palmarès sur piste

### Jeux olympiques
- Londres 2012
  - 7e de la poursuite par équipes

### Championnats du monde
- Los Angeles 2005 
  -  Médaillé de bronze de la poursuite
  -  Médaillé d'argent de la poursuite par équipes
- Apeldoorn 2011
  - 6e de la poursuite par équipes
  - 14e de la poursuite individuelle
- Melbourne 2012
  - 8e de la poursuite par équipes
  - 12e de la poursuite individuelle

### Coupe du monde
- 2004
  - 2e de la poursuite par équipes à Manchester
  - 2e de la poursuite par équipes à Sydney
  - 3e de la poursuite à Sydney

- 2004-2005
  - Classement général de la poursuite
  - 1er de la poursuite à Sydney
  - 3e de la poursuite à Manchester

- 2005-2006
  - 2e de la poursuite par équipes à Los Angeles
  - 3e de la poursuite à Manchester
  - 3e de la poursuite par équipes à Manchester

- 2007-2008
  - 3e de la poursuite par équipes à Pékin

- 2009-2010
  - 2e de la poursuite par équipes à Pékin

- 2011-2012
  - 3e de la poursuite par équipes à Astana

### Championnats d'Europe
- 2003
  -  Médaillé d'argent de la poursuite aux championnats d'Europe juniors
  -  Médaillé d'argent de la poursuite par équipes aux championnats d'Europe juniors

- 2004
  -  Médaillé de bronze de la poursuite aux championnats d'Europe espoirs
  -  Médaillé d'argent de la poursuite par équipes aux championnats d'Europe espoirs

- 2005
  -  Médaillé de bronze de la poursuite aux championnats d'Europe espoirs

- Pruszków 2010
  -  Médaillé de bronze de la poursuite par équipes

### Championnats nationaux
- Champion des Pays-Bas junior du kilomètre en 2003
- Champion des Pays-Bas junior de la poursuite en 2003
- Champion des Pays-Bas de la poursuite en 2003 et 2009

## Palmarès sur route
- 2003
  - Prologue de l'Acht van Bladel
  - 2e du championnat des Pays-bas du contre-la-montre juniors